# Estadi Omnisport de Limbé
L'Estadi Omnisport de Limbe és un estadi poliesportiu de la ciutat de Limbe, Camerun.
Principalment és utilitzat per la pràctica del futbol i l'atletisme. Té una capacitat per a 20.000 espectadors. Fou construït el 2012 i inaugurat el 26 de gener de 2016. És una de les seus de la Copa d'Àfrica de Nacions 2021.